# موستیک ایرویز
موستیک ایرویز (به انگلیسی: Mustique Airways) یک شرکت هواپیمایی است.
دفتر مرکزی موستیک ایرویز در سنت وینسنت و گرنادین‌ها واقع شده‌است و قطب این شرکت هواپیمایی در فرودگاه‌ای. تی. جاشوا قرار دارد.